# 保安技術職員国家試験規則
保安技術職員国家試験規則（ほあんぎじゅつしょくいんこっかしけんきそく、昭和25年9月7日通商産業省令第72号）は、鉱山保安技術職員国家試験について定めた通商産業省令である。平成17年4月1日に廃止された。
鉱山保安法に基づき定められたものである。